# Leppanatakko
Leppanatakko är en ö i Finland. Den ligger i sjön Päijänne och i kommunen Kuhmois i landskapet Mellersta Finland, i den södra delen av landet, 150 km norr om huvudstaden Helsingfors. Öns största längd är 10 meter i sydväst-nordöstlig riktning.